# Parablastothrix chilensis
Parablastothrix chilensis is een vliesvleugelig insect uit de familie Encyrtidae. De wetenschappelijke naam is voor het eerst geldig gepubliceerd in 1918 door Brèthes.